# Rumpler Tropfenwagen
Pour les articles homonymes, voir Rumpler et Goutte.
Le Tropfenwagen Rumpler (Tropfenwagen : voiture goutte, en allemand, ainsi nommée pour sa forme bionique aérodynamique) est une voiture concept car allemande, développée par l'ingénieur autrichien Edmund Rumpler. Elle est présentée au salon automobile de Berlin 1921, et fabriquée à environ 100 exemplaires jusqu'en 1925.

## Histoire
Edmund Rumpler, né à Vienne en 1872, est d'abord concepteur d'avions et fondateur de l'industrie aéronautique Rumpler Flugzeugwerke en 1909 (mise en liquidation en 1920 suite de l'interdiction pour l'Allemagne de construire des avions après le traité de Versailles de la Première Guerre mondiale).  Rumpler se lance alors sur le marché de l'automobile grâce au financement de l'éditeur Hans Lachmann-Mosse (en) (père de George Lachmann-Mosse). Il présente ce premier concept car en 1921 à Berlin, qu'il nomme Tropfenwagen (précurseur du style Streamline Moderne des années 1930).

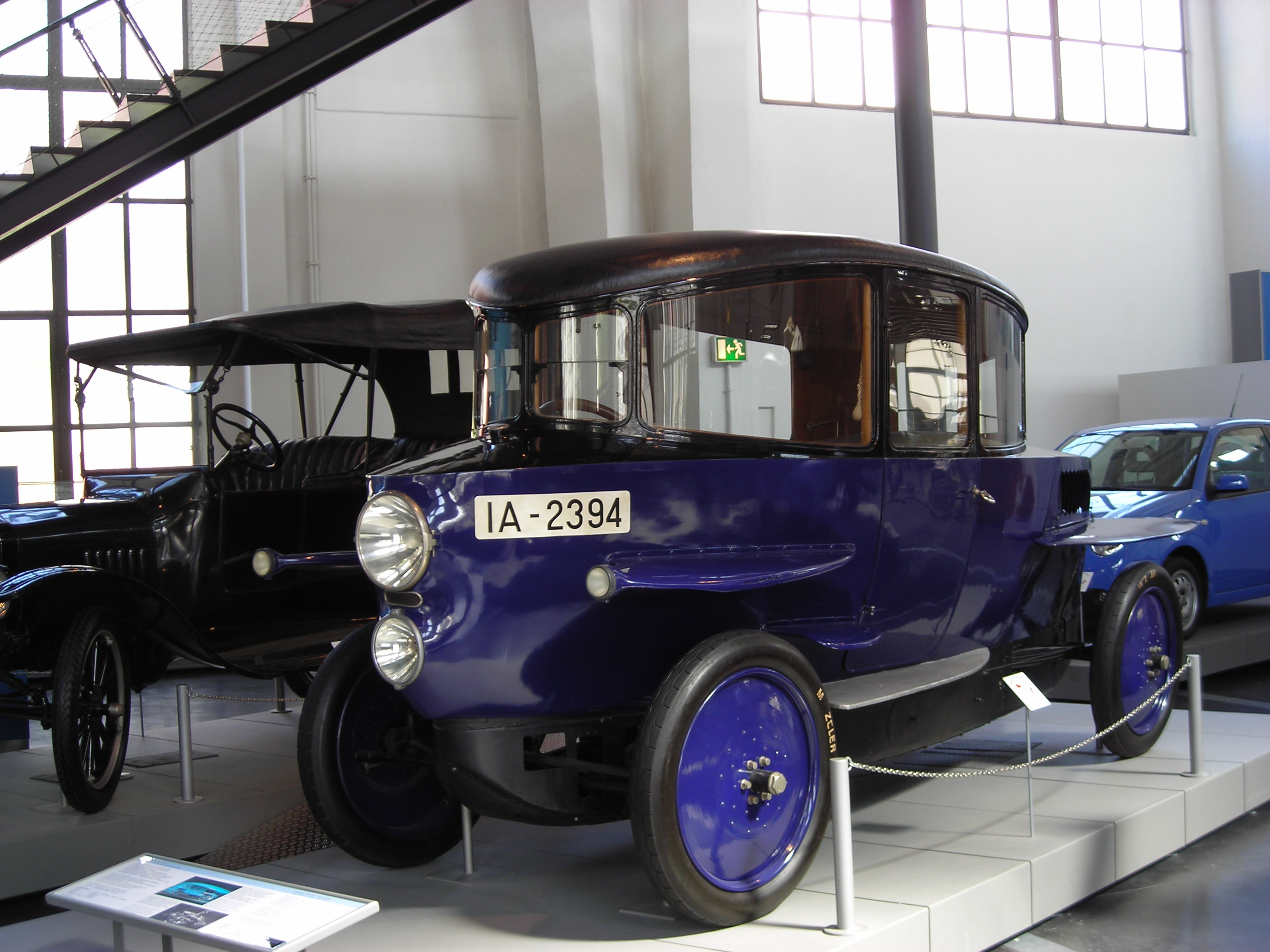
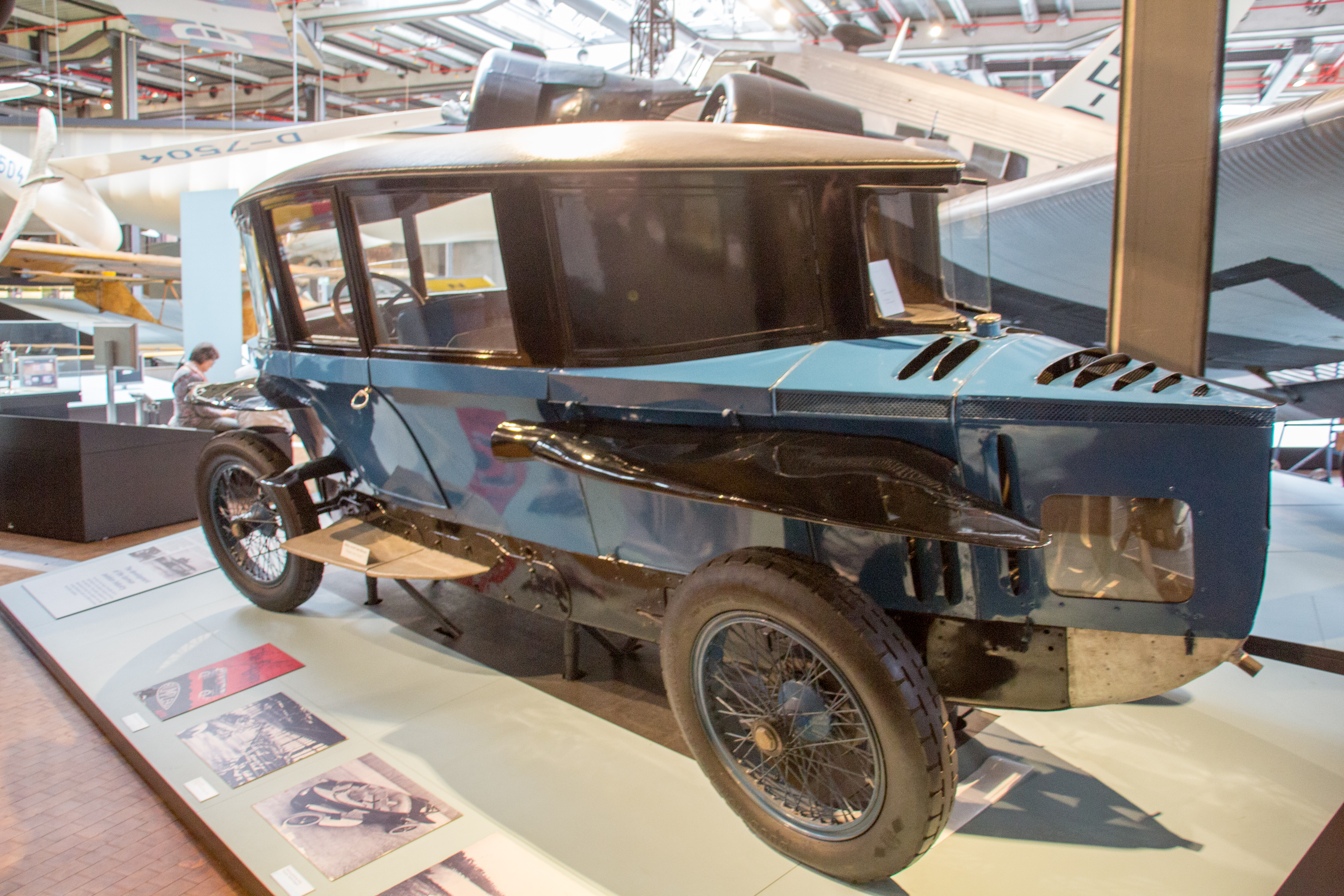
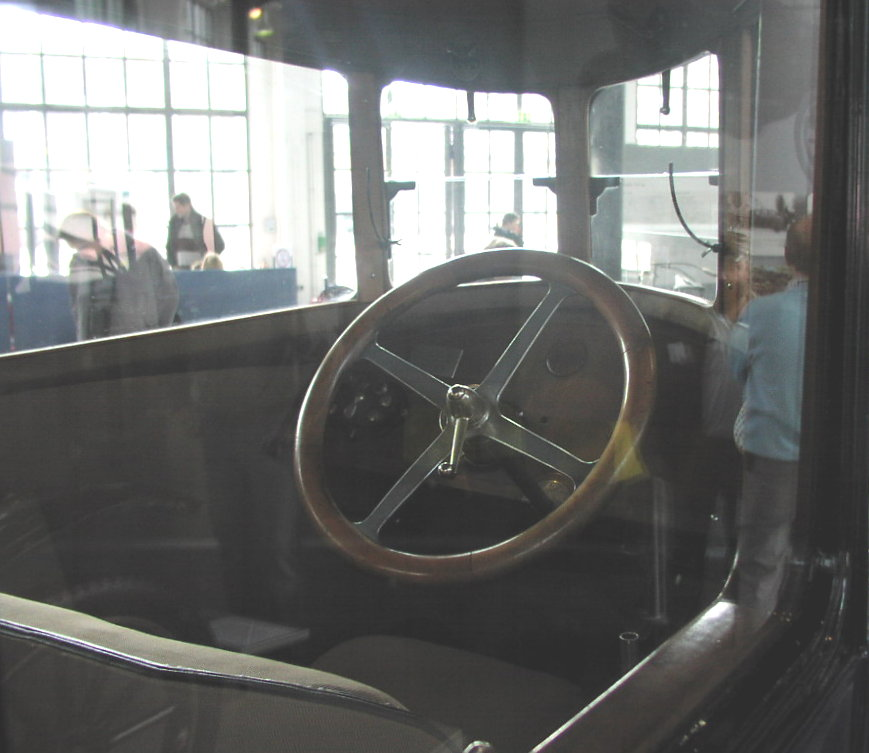

### Carrosserie
Le nom désigne la forme en goutte bionique du plan sagittal du carénage, en travaillant l'aérodynamique d'une manière rationnelle, à l'image des Schlörwagen de 1911, avec quelques années d'avance sur les Chrysler Airflow américaine, ou Tatra 77 tchèque de 1934. Le véhicule affiche alors un coefficient de traînée (Cx) record de 0,28. La mesure, déterminée dans une soufflerie Volkswagen en 1979, surprit les ingénieurs ; Volkswagen n'obtint un meilleur coefficient qu'en 1988, avec la Passat. Entre autres innovations, cette voiture proposait les premières vitres incurvées, des roues à suspension indépendante et un moteur en position centrale arrière.
Rumpler a déposé un brevet de suspension de l'essieu, ainsi qu'un brevet de boîte-pont qui a été repris sur certaines des plus importantes voitures du XXe siècle, dont les Austin Mini, Volkswagen Coccinelle, Porsche 356 et Porsche 911...
Le siège du conducteur se trouvait au milieu, avec une banquette arrière à deux places.
Bien que la voiture se montrât très avancée pour son époque, elle se vendit mal : une centaine d'exemplaires seulement furent construits. Dès son lancement, elle connut plusieurs types d'inconvénients : techniques (refroidissement, direction), d'ordre esthétique dû à son apparence atypique, et par un compartiment à bagages réduit. La voiture fut presque exclusivement commercialisée comme taxi à Berlin, parce que la facilité d'embarquement et le haut plafond offraient des avantages. Les derniers exemplaires furent assemblés en 1925.
Edmund Rumpler s'inspire de ce modèle pour une série de camions Rumpler Lkw (de), de son industrie suivante Rumpler-Lindner Vorntriebs-Gesellschaft mbH (1930-1943).

### Motorisation
Le moteur, installé en position centrale, comprenait trois rangées de cylindres jumelés travaillant tous sur un vilebrequin unique. À la suite de problèmes de fonctionnement, il fut remplacé par un moteur 4 cylindres en ligne. La puissance était transmise par un dérailleur 3 vitesses.
- 6 cylindres en W Siemens 2 310 cm3 - 35 ch - permettant 95 km/h (1921-22)
- 6 cylindres en W Siemens - 2 580 cm3 - 35 ch - permettant 105 km/h (1922-23)
- 4 cylindres en ligne Benz - 2 660 cm3 - 50 ch - permettant 115 km/h (1924-25)

## Au cinéma
De nombreuses Rumpler Tropfenwagen apparaissent dans le film Metropolis de Fritz Lang (1927), dont une termine en flammes.
- 1927 : Metropolis, de Fritz Lang.

## Musée
Deux exemplaires subsistent à ce jour, l'un au Centre des Transports du Deutsches Museum de Munich, et l'autre au Musée allemand des techniques de Berlin.

## Quelques voitures goutte d'eau
- 1937 : Talbot-Lago T150-C SS « Goutte d’eau » Figoni & Falaschi
- 1938 : Phantom Corsair
- 1939 : Schlörwagen
- 1942 : L'Œuf électrique
- 2005 : Peugeot Moovie